# Geode (medicina)
Le geodi (o cisti ossee) sono formazioni cavitarie pseudocistiche a contenuto fibromixoide che si formano nell'osso subcondrale delle articolazioni colpite da artrosi e/o tipicamente afflitte da artrite gottosa, di cui sono segno clinico patognomico discretamente specifico insieme ai tofi e alla chiara iperuricemia.
La loro patogenesi è verosimilmente riconducibile alla penetrazione di liquido sinoviale attraverso fessurazione della cartilagine.